# Rafael Serrallet i Gómez
Rafael Serrallet i Gómez (14 de juliol de 1971) és un guitarrista clàssic valencià natural de Xirivella.
Ha interpretat a les sales de concert més prestigioses del món com ara el Lincoln Center o el Carnegie Hall de Nova York. Com a solista s'ha presentat amb orquestres com la Filharmònica de Malaisia, la Nacional de Panamà, la Filharmònica de Marroc, l'Orquestra de Cambra de Novosibirsk, la JOCCA, la Jove Orquestra de la Generalitat Valenciana, Filharmònica Stat Transilvania. amb directors com ara Gabriel Bebeselea, Edmon Colomer, Gálvez Pintado, Manuel Galduf, García Asensio, Ledezma-Bradley, Jorge Mejía, Igor Palkin, Aleksander Polishchuk, Valero-Castells, etc.
Pertany a la nova generació de músics que s'ha aprofitat de la saviesa dels vells mestres i del coneixement de hui en dia, i ha volgut compartir els seus coneixements a projectes educatius arreu del món. De 2006 a 2011 va compaginar la seua activitat concertística amb la direcció del IIMI (Institut Internacional de Música Ibèrica), institució pedagògica pionera a Espanya per treballar a països en vies de desenvolupament a través de la música. Ha sigut mestre a diferents conservatoris (Conservatori d'Orense, Santiago de Compostel·la, Llíria i ha ensenyat classes magistrals a universitats de tot el món: Hokuriku (Japó), Xina, Montevideo, Zagreb, Universitat de Santo Tomás a Manila, Universitat de San Marcos (Perú), Rangsit (Tailàndia), Maryland (Estats Units). També ha sigut jurat a diversos concursos internacionals.
Rafael Serrallet és doctor en música per la Universitat Politècnica de València i la seua tasca investigadora li ha portat a preparar programes específics que en diverses ocasions han rebut el suport del Ministerio de Asuntos Exteriores i del Ministerio de Cultura d'Espanya, duent a terme gires amb classes i conferències amb títols com "La influència de la música popular en la guitarra espanyola", "La generació musical del 27" o "La guitarra a Espanya". La seua tesi doctoral titulada: "Manuel Palau. La crida inapel·lable de la música: Concert Llevantí. Praxi interpretativa" va obtindre la qualificació cum laude. Des de setembre de 2005 a gener de 2011 dirigeix la càtedra de guitarra de l'Institut Internacional de Música Ibèrica, projecte de cooperació que amb el patrocini de AECID i Ministeri de Cultura espanyol promou l'ensenyament de la guitarra clàssica i acosta la música a conservatoris del Marroc, Palestina, Jordània, Síria, Nicaragua, Hondures, etc.
La seua trajectòria artística es complementa amb un vessant compromés i solidari que li porta a involucrar-se en projectes socials de la més diversa índole en diverses parts del món. Ha realitzat recol·lecció de fons per a causes humanitàries, socials i mediambientals i ha dut a terme concerts, tallers i cursos en hospitals, camps de refugiats, residències d'ancians, escoles, centres de discapacitats, on comparteix la seua passió per la música amb grups de persones desfavorides.
Va ser guardonat amb la Medalla de la Regió Lazio (Medaglia Regione Lazio) el 2002 i a l'octubre de 2010 la seua localitat natal li va concedir el Premi Xirivella reconeguent la seua trajectòria.
Amb concerts a més de 80 països, Rafael Serrallet és un dels concertistes més internacionals. A més a més a 2018 es va convertir en el primer músic "a recórrer els 6 continents en el mateix any", inclosa l'Antàrtida.

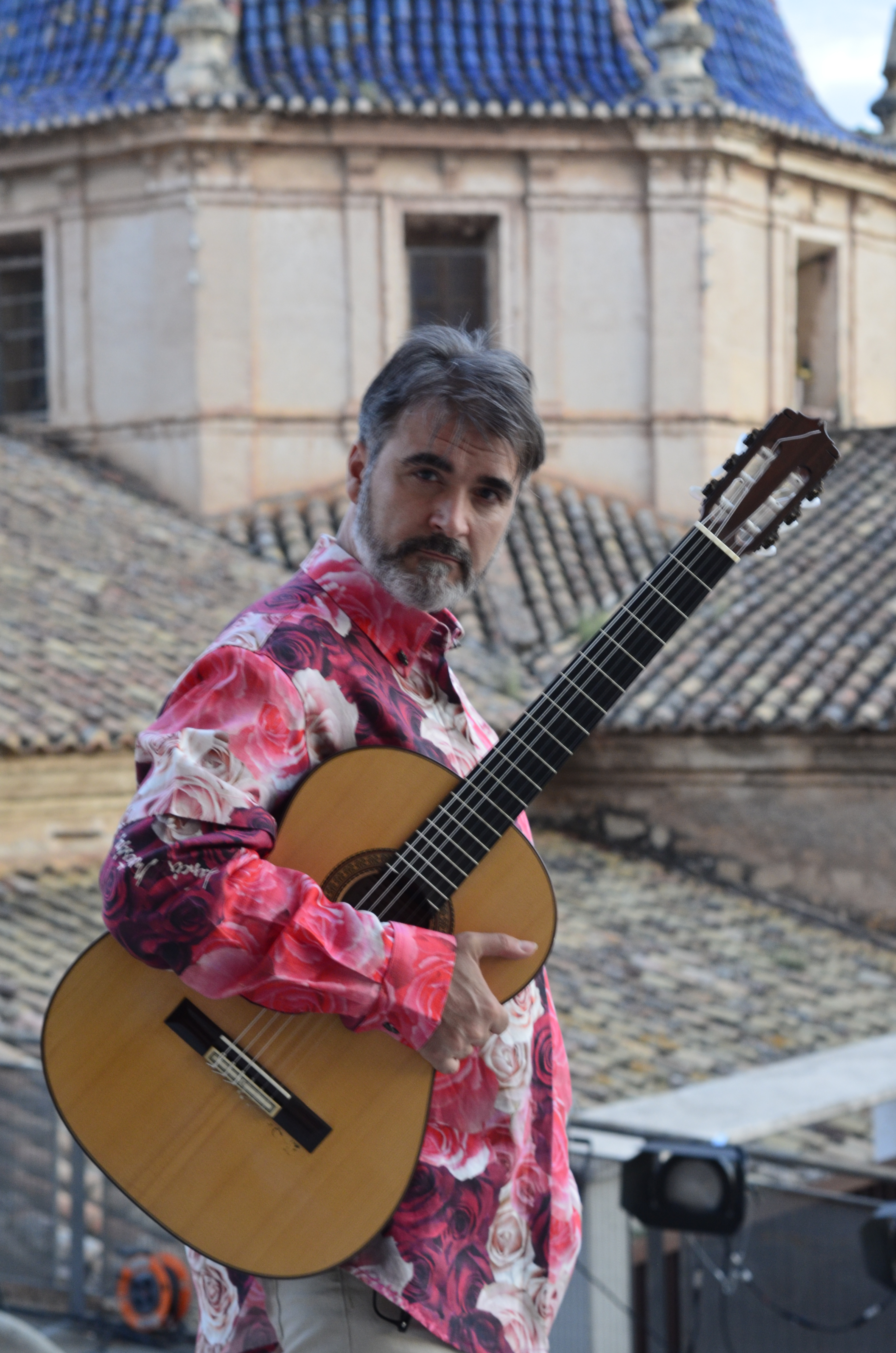
Rafael Serrallet en Llíria en 2020.